# カッサツィオーネ (シベリウス)

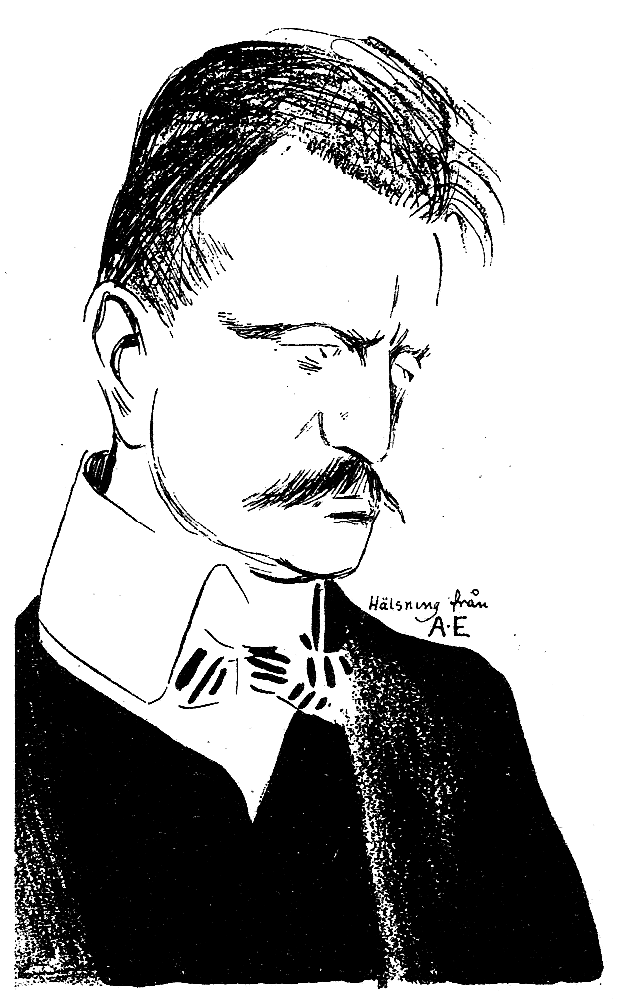
シベリウス（Albert Engström画、1904年）

『カッサツィオーネ』（イタリア語: Cassazione） 作品6は、ジャン・シベリウスが作曲した管弦楽曲。ヴァイオリン協奏曲をお披露目する1904年の演奏会のために書かれた。表題はカッサシオンのことを指しているが、これは18世紀終盤に人気だったセレナーデに似た音楽様式のことである。曲は5つの「エピソード」から構成されている。当時シベリウスの作品番号は40番台まできていたにもかかわらず未使用のままだった作品6が付されたことにより、作曲が早い時期に行われていたことが示唆される。
初演は1904年2月8日、作曲者自身の指揮、ヘルシンキ・フィルハーモニック協会管弦楽団の演奏で行われた。同じ演奏会では他にも規模の大きな作品としてカンタータ『火の起源』が演奏された。オスカル・メリカントの演奏評において『カッサツィオーネ』は「ほとんど取るに足りない」と評価された。シベリウスは1905年に修正を行ったにもかかわらず、「改訂すべし」（Bör omarbetas）と書き入れている。
曲の開始部分の半音階により「不安を高める方法」は、1962年の映画でジェームズ・ボンドシリーズ第1作である『007 ドクター・ノオ』にモンティ・ノーマンが作曲した冒頭の音楽に比較される。ロブ・バーネットは「この作品を『カッサシオン』と呼ぶとはシベリウスはユーモアを解する人物だったに違いない」と述べる。バーネットは「バレキレフ様式のクラリネットソロ」、「エルガー風のセレナーデ」そして「上品なオーボエソロ」の存在を指摘している。